# 虚空蔵塚古墳 (渋川市)
虚空蔵塚古墳（こくぞうづかこふん）は、群馬県渋川市渋川にある古墳。形状は円墳。群馬県指定史跡に指定されている。

## 概要
群馬県中部、榛名山東麓の平沢川左岸の傾斜地において、榛名山二ッ岳の噴火に伴う軽石層（Hr-FP、6世紀中葉）上に築造された古墳である。現在は石室内部に虚空蔵菩薩が祀られる。古くから開口するため盗掘に遭っているほか、1952年（昭和27年）に発掘調査が実施されている。
墳形は円形で、直径約14メートル・高さ約3メートルを測るが、方形の可能性も指摘される。埋葬施設は両袖式の横穴式石室で、南南西方向に開口する。羨道はなく玄室・前庭部のみからなる石室で、切石組による精巧な作りとして注目される。盗掘のため副葬品は詳らかでない。築造時期は古墳時代終末期の7世紀末葉（または7世紀後半）頃と推定される。
古墳域は1952年（昭和27年）に群馬県指定史跡に指定された。現在では石室内への立ち入りは制限されている。

## 埋葬施設

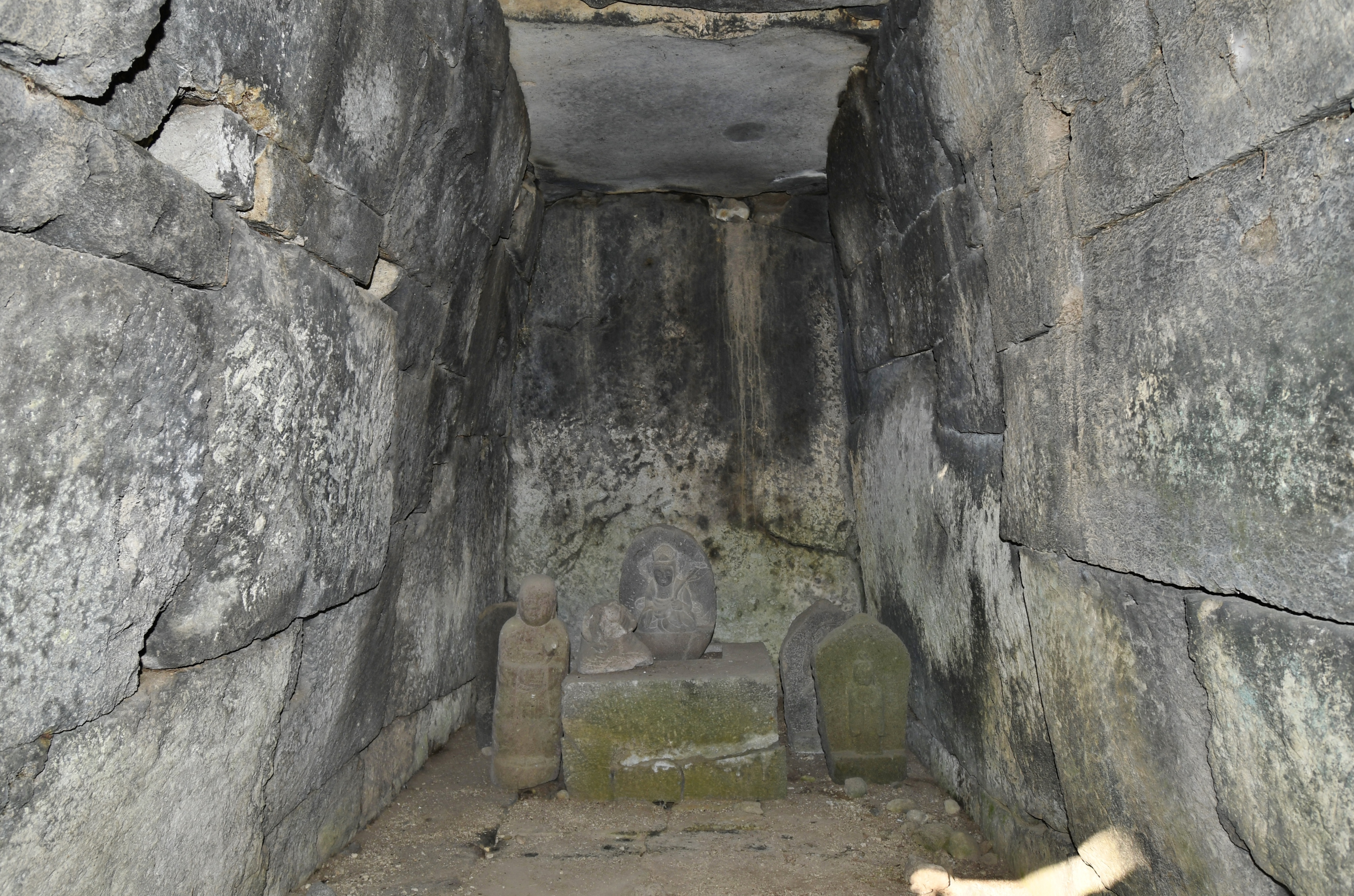
石室 玄室

埋葬施設としては両袖式横穴式石室が構築されており、南南西方向に開口する。羨道はなく玄室・前庭部のみからなる石室で、長さ3.1メートル・幅1.3-1.45メートル・高さ1.9メートルを測る。
石室の石材は、玄室側壁では角閃石安山岩の切石による切石組積で、玄室奥壁では自然石の一枚石、玄室天井では自然石4石である。床面には塼状の切石が敷き詰められる。また玄室の前面には玄門が構築されており、幅0.95メートル・高さ0.95メートルを測る。切石による精巧な玄門で、門柱・冠石の前面は内側に刳り込まれるほか、冠石の玄室側中央にも刳り込みが、玄室両側壁の前端にも方形小孔が認められ、扉石による閉塞構造の存在を示唆する。
石室の特徴としては蛇穴山古墳（前橋市）との類似が指摘される。

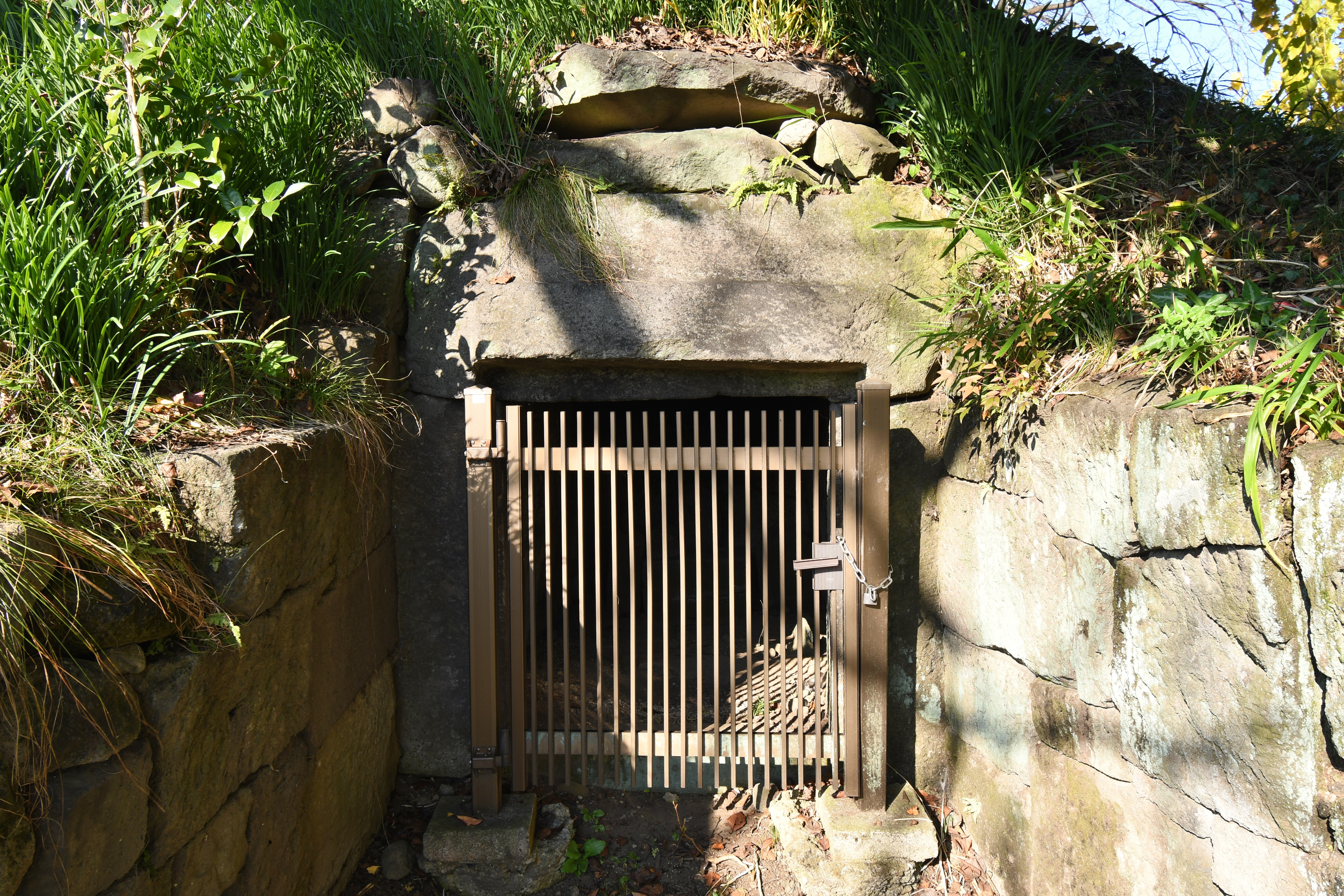
玄門
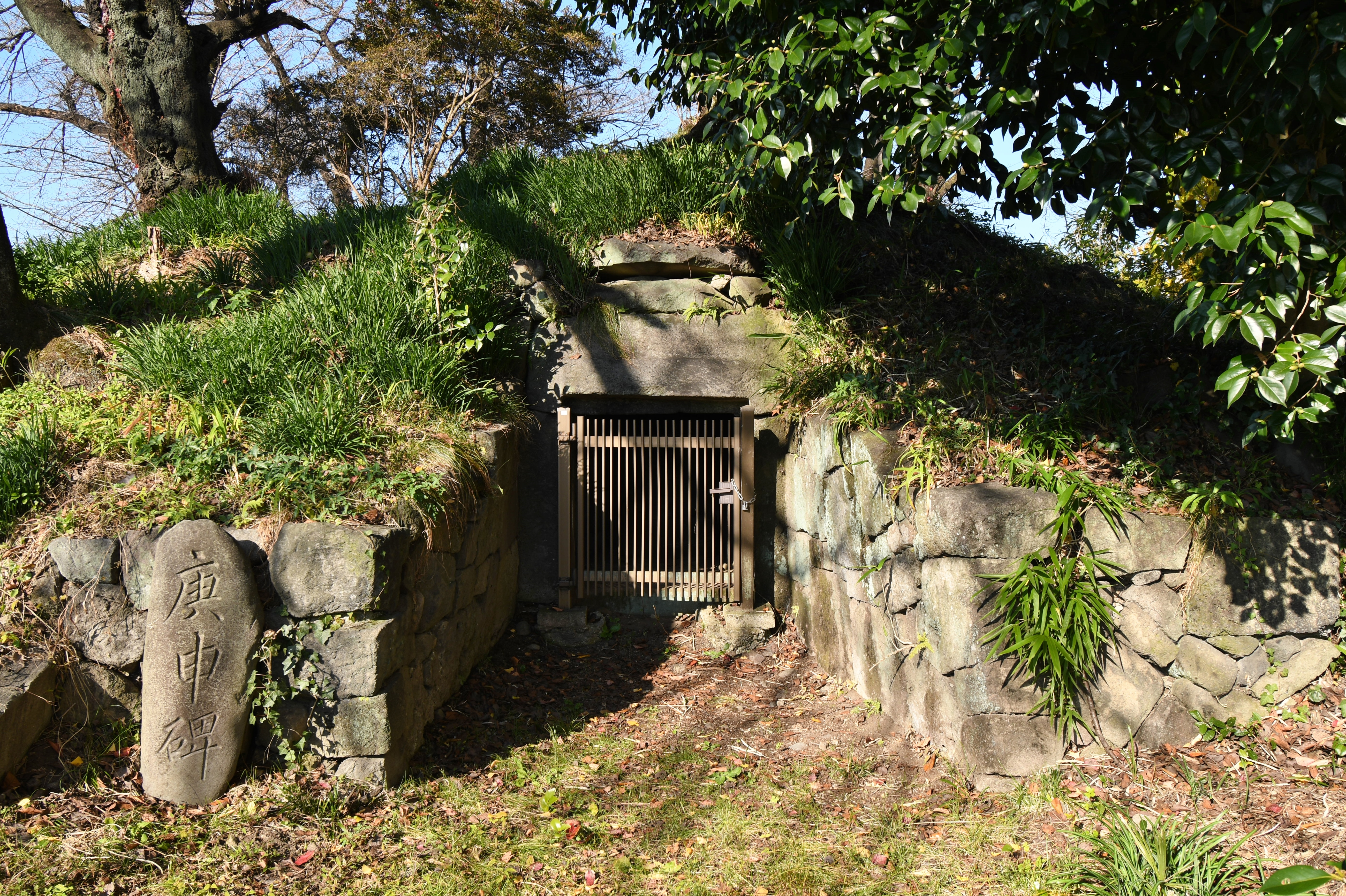
前庭部

## 文化財

### 群馬県指定文化財
- 史跡
  - 虚空蔵塚古墳 - 1952年（昭和27年）11月11日指定[2]。

## 関連文献
（記事執筆に使用していない関連文献）
- 尾崎喜左雄「群馬県渋川市虚空蔵塚古墳」『日本考古学年報5』日本考古学協会、1957年。
- 「虚空蔵塚古墳」『渋川地区遺跡調査報告1 -昭和55年度-平成9年度調査遺跡の整理報告-（渋川市埋蔵文化財発掘調査報告書 第44集）』渋川市教育委員会、2020年。